# Tragöß-Sankt Katharein
Tragöß-Sankt Katharein é um município da Áustria, situado no distrito de Bruck-Mürzzuschlag, no estado da Estíria. Tem 153,89 km² de área e sua população em 2019 foi estimada em 1.864 habitantes.